# I liga 2001-2002
La I liga 2001-2002 fu la 76ª edizione della massima serie del campionato polacco di calcio, la 68ª edizione nel formato di campionato. La stagione iniziò il 17 luglio 2001 e si concluse il 4 maggio 2002. Il Legia Varsavia vinse il campionato per la settima volta nella sua storia. Capocannoniere del torneo fu Maciej Żurawski, attaccante del Wisła Cracovia, con 21 reti realizzate.

## Stagione

### Novità
Dalla I liga 2000-2001 vennero retrocessi in II liga l'Orlen Płock e il Ruch Radzionków, mentre vennero promossi dalla II liga 2000-2001 il Radomsko e l'KSZO Ostrowiec Świętokrzyski.

### Formula
La formula del torneo passo a una doppia fase. Nella prima fase le sedici squadre partecipanti sono state divise in due gruppi da otto squadre ciascuno, che si affrontavano in un girone all'italiana con partite di andata e ritorno, per un totale di 14 giornate per gruppo. Al termine della prima fase le prime quattro classificate dei due gruppi venivano ammesse alla fase per il titolo, mentre le ultime quattro alla fase per la salvezza. Nella seconda fase le squadre portavano metà dei punti conquistati nella prima fase con un arrotondamento in eccesso nel caso di punteggio iniziale dispari, e in entrambi i gruppi le otto squadre si affrontavano in un girone all'italiana con partite di andata e ritorno, per un totale di 14 giornate per gruppo. Nel girone per il titolo la squadra prima classificata era campione di Polonia e si qualificava per il secondo turno preliminare della UEFA Champions League 2002-2003. Le squadre classificatesi al secondo e terzo posto si qualificavano per il turno preliminare della Coppa UEFA 2002-2003, assieme alla vincitrice della Coppa di Polonia, ammessa anch'essa al turno preliminare. Un ulteriore posto veniva assegnato per la partecipazione alla Coppa Intertoto 2002. Nel girone per la salvezza le ultime due classificate venivano retrocesse direttamente in II liga, mentre la terzultima e la quartultima disputavano spareggi promozione/retrocessione contro terza e quarta classificate in II liga.

## Squadre partecipanti
| Club                         | Città                   | Stagione precedente |
| ---------------------------- | ----------------------- | ------------------- |
| Amica Wronki                 | Wronki                  | 6º posto in I liga  |
| Dyskobolia                   | Grodzisk Wielkopolski   | 10º posto in I liga |
| GKS Katowice                 | Katowice                | 8º posto in I liga  |
| Górnik Zabrze                | Zabrze                  | 13º posto in I liga |
| Legia Varsavia               | Varsavia                | 3º posto in I liga  |
| Odra                         | Wodzisław Śląski        | 9º posto in I liga  |
| KSZO Ostrowiec Świętokrzyski | Ostrowiec Świętokrzyski | 2º posto in II liga |
| Pogoń Stettino               | Stettino                | 2º posto in I liga  |
| Polonia Varsavia             | Varsavia                | 4º posto in I liga  |
| Radomsko                     | Radomsko                | 1º posto in II liga |
| Ruch Chorzów                 | Chorzów                 | 7º posto in I liga  |
| Śląsk Breslavia              | Breslavia               | 11º posto in I liga |
| Stomil Olsztyn               | Olsztyn                 | 14º posto in I liga |
| Widzew Łódź                  | Łódź                    | 12º posto in I liga |
| Wisła Cracovia               | Cracovia                | Campione di Polonia |
| Zagłębie Lubin               | Lubin                   | 5º posto in I liga  |

## Prima fase

### Gruppo A

#### Classifica finale
|  | Pos. | Squadra                      | Pt | G  | V  | N | P | GF | GS | DR  |
|  | ---- | ---------------------------- | -- | -- | -- | - | - | -- | -- | --- |
|  | 1.   | Odra                         | 31 | 14 | 10 | 1 | 3 | 28 | 14 | +14 |
|  | 2.   | Wisła Cracovia               | 28 | 14 | 9  | 1 | 4 | 28 | 15 | +13 |
|  | 3.   | Polonia Varsavia             | 25 | 14 | 7  | 4 | 3 | 25 | 13 | +12 |
|  | 4.   | GKS Katowice                 | 18 | 14 | 5  | 3 | 6 | 17 | 23 | -6  |
|  | 5.   | Zagłębie Lubin               | 18 | 14 | 5  | 3 | 6 | 23 | 28 | -5  |
|  | 6.   | KSZO Ostrowiec Świętokrzyski | 15 | 14 | 4  | 3 | 7 | 14 | 18 | -4  |
|  | 7.   | Górnik Zabrze                | 11 | 14 | 2  | 5 | 7 | 13 | 22 | -9  |
|  | 8.   | Widzew Łódź                  | 11 | 14 | 3  | 2 | 9 | 9  | 24 | -15 |

Legenda:
      Ammessa al girone per il titolo.
      Ammessa al girone per la salvezza.
Note:
Tre punti a vittoria, uno a pareggio, zero a sconfitta.

#### Risultati
|                              | Odr  | WiC  | Pol  | GKS  | ZaL  | Ost  | GóZ  | Wid  |
| ---------------------------- | ---- | ---- | ---- | ---- | ---- | ---- | ---- | ---- |
| Odra                         | –––– | 1-0  | 3-0  | 3-1  | 3-0  | 2-1  | 1-0  | 2-0  |
| Wisła Cracovia               | 1-0  | –––– | 2-2  | 3-0  | 4-0  | 0-1  | 2-1  | 2-0  |
| Polonia Varsavia             | 2-2  | 2-0  | –––– | 1-2  | 4-0  | 2-0  | 4-1  | 3-0  |
| GKS Katowice                 | 4-2  | 1-5  | 2-0  | –––– | 1-0  | 2-2  | 1-0  | 0-1  |
| Zagłębie Lubin               | 3-1  | 3-4  | 1-1  | 2-2  | –––– | 4-3  | 3-1  | 2-0  |
| KSZO Ostrowiec Świętokrzyski | 0-3  | 0-1  | 0-1  | 1-0  | 2-1  | –––– | 1-2  | 3-0  |
| Górnik Zabrze                | 1-3  | 1-2  | 0-0  | 1-1  | 2-2  | 0-0  | –––– | 1-1  |
| Widzew Łódź                  | 1-2  | 3-2  | 0-3  | 2-0  | 0-2  | 0-0  | 1-2  | –––– |

### Gruppo B

#### Classifica finale
|  | Pos. | Squadra         | Pt | G  | V | N | P | GF | GS | DR  |
|  | ---- | --------------- | -- | -- | - | - | - | -- | -- | --- |
|  | 1.   | Legia Varsavia  | 27 | 14 | 8 | 3 | 3 | 31 | 14 | +17 |
|  | 2.   | Pogoń Stettino  | 24 | 14 | 7 | 3 | 4 | 20 | 16 | +4  |
|  | 3.   | Amica Wronki    | 24 | 14 | 6 | 6 | 2 | 26 | 16 | +10 |
|  | 4.   | Ruch Chorzów    | 19 | 14 | 5 | 4 | 5 | 16 | 18 | -2  |
|  | 5.   | Śląsk Breslavia | 18 | 14 | 5 | 3 | 6 | 21 | 25 | -4  |
|  | 6.   | Radomsko        | 16 | 14 | 4 | 4 | 6 | 10 | 16 | -6  |
|  | 7.   | Dyskobolia      | 15 | 14 | 4 | 3 | 7 | 18 | 23 | -5  |
|  | 8.   | Stomil Olsztyn  | 10 | 14 | 2 | 4 | 8 | 10 | 24 | -14 |

Legenda:
      Ammessa al girone per il titolo.
      Ammessa al girone per la salvezza.
Note:
Tre punti a vittoria, uno a pareggio, zero a sconfitta.

#### Risultati
|                | Leg  | Pog  | Ami  | RuC  | Ślą  | Rad  | Dys  | Sto  |
| -------------- | ---- | ---- | ---- | ---- | ---- | ---- | ---- | ---- |
| Legia Varsavia | –––– | 3-0  | 1-2  | 1-1  | 3-4  | 2-1  | 1-1  | 2-0  |
| Pogoń Stettino | 0-3  | –––– | 3-1  | 0-0  | 2-1  | 2-1  | 1-0  | 3-0  |
| Amica Wronki   | 1-2  | 1-1  | –––– | 2-0  | 1-1  | 5-0  | 3-0  | 3-2  |
| Ruch Chorzów   | 0-4  | 3-0  | 2-2  | –––– | 2-2  | 1-0  | 3-0  | 2-1  |
| Śląsk Wrocław  | 1-0  | 0-4  | 1-2  | 1-0  | –––– | 0-0  | 4-3  | 1-2  |
| RKS Radomsko   | 0-0  | 0-3  | 2-2  | 1-0  | 1-0  | –––– | 0-1  | 2-0  |
| Dyskobolia     | 2-3  | 2-0  | 1-1  | 4-1  | 2-4  | 0-2  | –––– | 2-0  |
| Stomil Olsztyn | 1-6  | 1-1  | 0-0  | 0-1  | 3-1  | 0-0  | 0-0  | –––– |

## Girone per il titolo

### Classifica finale
|  | Pos. | Squadra          | Pt | G  | V | N | P | GF | GS | DR  |
|  | ---- | ---------------- | -- | -- | - | - | - | -- | -- | --- |
|  | 1.   | Legia Varsavia   | 42 | 14 | 7 | 7 | 0 | 19 | 10 | +9  |
|  | 2.   | Wisła Cracovia   | 41 | 14 | 8 | 3 | 3 | 22 | 14 | +8  |
|  | 3.   | Amica Wronki     | 36 | 14 | 7 | 3 | 4 | 21 | 11 | +10 |
|  | 4.   | Polonia Varsavia | 32 | 14 | 5 | 4 | 5 | 16 | 19 | -3  |
|  | 5.   | Odra             | 27 | 14 | 2 | 5 | 7 | 12 | 19 | -7  |
|  | 6.   | GKS Katowice     | 26 | 14 | 4 | 5 | 5 | 10 | 15 | -5  |
|  | 7.   | Ruch Chorzów     | 23 | 14 | 3 | 4 | 7 | 14 | 18 | -4  |
|  | 8.   | Pogoń Stettino   | 23 | 14 | 2 | 5 | 7 | 9  | 17 | -8  |

Legenda:
      Campione di Polonia e ammessa alla UEFA Champions League 2002-2003.
      Ammessa alla Coppa UEFA 2002-2003.
Note:
Tre punti a vittoria, uno a pareggio, zero a sconfitta.
Punti iniziali:
Odra 15, Legia Varsavia 14, Wisła Cracovia 14, Polonia Varsavia 12, Pogoń Stettino 12, Amica Wronki 12, Ruch Chorzów 10, GKS Katowice 9

### Risultati
|                  | Leg  | WiC  | Ami  | Pol  | Odr  | GKS  | RuC  | Pog  |
| ---------------- | ---- | ---- | ---- | ---- | ---- | ---- | ---- | ---- |
| Legia Varsavia   | –––– | 1-0  | 3-2  | 3-0  | 0-0  | 1-0  | 2-1  | 1-0  |
| Wisła Cracovia   | 1-1  | –––– | 1-0  | 4-1  | 1-1  | 1-1  | 2-1  | 1-0  |
| Amica Wronki     | 0-0  | 2-1  | –––– | 4-0  | 2-1  | 4-0  | 2-0  | 1-0  |
| Polonia Varsavia | 0-0  | 4-2  | 1-0  | –––– | 2-1  | 0-0  | 0-0  | 5-0  |
| Odra             | 0-1  | 0-3  | 2-2  | 0-2  | –––– | 0-0  | 3-1  | 1-1  |
| GKS Katowice     | 3-3  | 0-1  | 0-1  | 0-0  | 2-1  | –––– | 2-1  | 1-0  |
| Ruch Chorzów     | 1-1  | 1-2  | 2-1  | 3-1  | 0-1  | 2-0  | –––– | 0-0  |
| Pogoń Stettino   | 2-2  | 1-2  | 0-0  | 2-0  | 2-1  | 0-1  | 1-1  | –––– |

## Girone per la salvezza

### Classifica finale
|  | Pos. | Squadra                      | Pt | G  | V | N | P | GF | GS | DR  |
|  | ---- | ---------------------------- | -- | -- | - | - | - | -- | -- | --- |
|  | 9.   | Górnik Zabrze                | 34 | 14 | 8 | 4 | 2 | 23 | 11 | +12 |
|  | 10.  | Widzew Łódź                  | 31 | 14 | 6 | 7 | 1 | 19 | 8  | +11 |
|  | 11.  | Zagłębie Lubin               | 29 | 14 | 5 | 5 | 4 | 18 | 16 | +2  |
|  | 12.  | Dyskobolia                   | 28 | 14 | 6 | 2 | 6 | 18 | 15 | +3  |
|  | 13.  | KSZO Ostrowiec Świętokrzyski | 25 | 14 | 4 | 5 | 5 | 14 | 19 | -5  |
|  | 14.  | Radomsko                     | 23 | 14 | 3 | 6 | 5 | 13 | 18 | -5  |
|  | 15.  | Śląsk Breslavia              | 19 | 14 | 2 | 4 | 8 | 14 | 22 | -8  |
|  | 16.  | Stomil Olsztyn               | 18 | 14 | 2 | 7 | 5 | 11 | 21 | -10 |

Legenda:
      Ammessa alla Coppa Intertoto 2002.
 Ammessa allo spareggio promozione/retrocessione.
      Retrocessa in II liga 2002-2003.
Note:
Tre punti a vittoria, uno a pareggio, zero a sconfitta.
Punti iniziali:
Zagłębie Lubin 9, Śląsk Wrocław 9, KSZO Ostrowiec Świętokrzyski 8, Radomsko 8, Dyskobolia 8, Górnik Zabrze 6, Widzew Łódź 6, Stomil Olsztyn 5

### Risultati
|                              | GóZ  | Wid  | ZaL  | Dys  | Ost  | Rad  | Ślą  | Sto  |
| ---------------------------- | ---- | ---- | ---- | ---- | ---- | ---- | ---- | ---- |
| Górnik Zabrze                | –––– | 1-1  | 3-1  | 2-0  | 1-1  | 4-1  | 1-0  | 4-0  |
| Widzew Łódź                  | 2-0  | –––– | 2-0  | 1-1  | 2-0  | 2-2  | 2-0  | 4-1  |
| Zagłębie Lubin               | 0-0  | 1-1  | –––– | 1-0  | 0-1  | 1-1  | 1-2  | 3-1  |
| Dyskobolia                   | 2-3  | 0-1  | 1-2  | –––– | 4-0  | 1-0  | 2-1  | 1-2  |
| KSZO Ostrowiec Świętokrzyski | 2-0  | 0-0  | 2-2  | 1-2  | –––– | 2-1  | 3-1  | 0-0  |
| RKS Radomsko                 | 0-2  | 1-0  | 0-3  | 0-0  | 3-0  | –––– | 1-1  | 0-0  |
| Śląsk Wrocław                | 1-2  | 1-1  | 0-1  | 0-2  | 2-2  | 1-2  | –––– | 3-1  |
| Stomil Olsztyn               | 0-0  | 0-0  | 2-2  | 1-2  | 1-0  | 1-1  | 1-1  | –––– |

## Spareggi promozione/retrocessione
|                              | Risultati |                              | Luogo e data                            |
| ---------------------------- | --------- | ---------------------------- | --------------------------------------- |
| Górnik Łęczna                | 0 - 1     | KSZO Ostrowiec Świętokrzyski | Łęczna, 8 maggio 2002                   |
| KSZO Ostrowiec Świętokrzyski | 2 - 1     | Górnik Łęczna                | Ostrowiec Świętokrzyski, 12 maggio 2002 |
|                              |           |                              |                                         |
| Szczakowianka Jaworzno       | 2 - 0     | Radomsko                     | Jaworzno, 8 maggio 2002                 |
| Radomsko                     | 1 - 0     | Szczakowianka Jaworzno       | Radomsko, 12 maggio 2002                |
|                              |           |                              |                                         |